# 若松町 (神戸市)
座標: 北緯34度39分24.15秒 東経135度8分41.08秒 / 北緯34.6567083度 東経135.1447444度

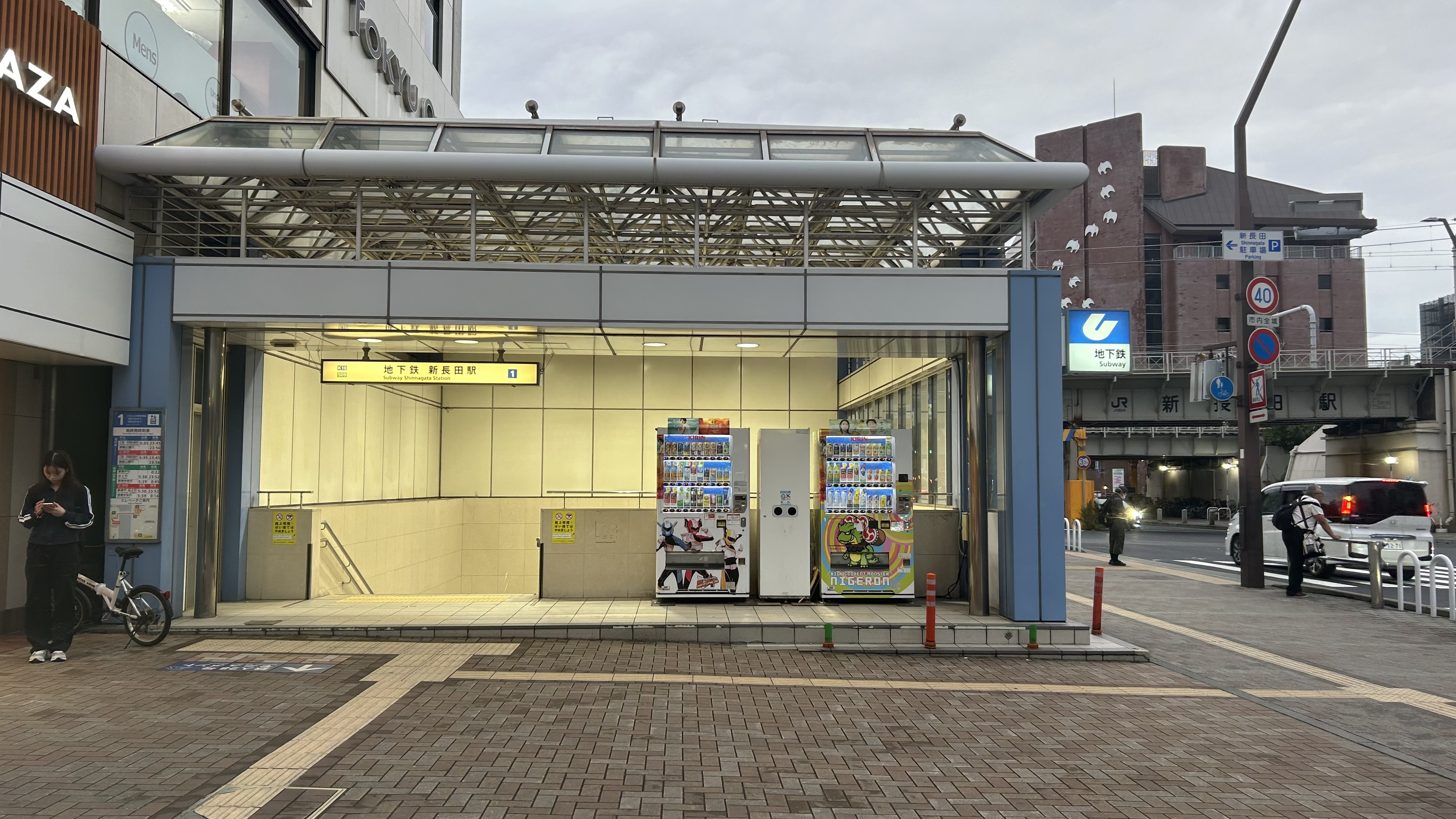
夜の地下鉄海岸線新長田駅1出口

若松町（わかまつちょう）は、兵庫県神戸市長田区にある町丁。1丁目から11丁目まである。郵便番号は653-0038。

## 地理
東は真野町に接する。西は海運町に接する。北は日吉町、松野通、神楽町、南は大橋町、野田町と接する。

## 交通

### 鉄道

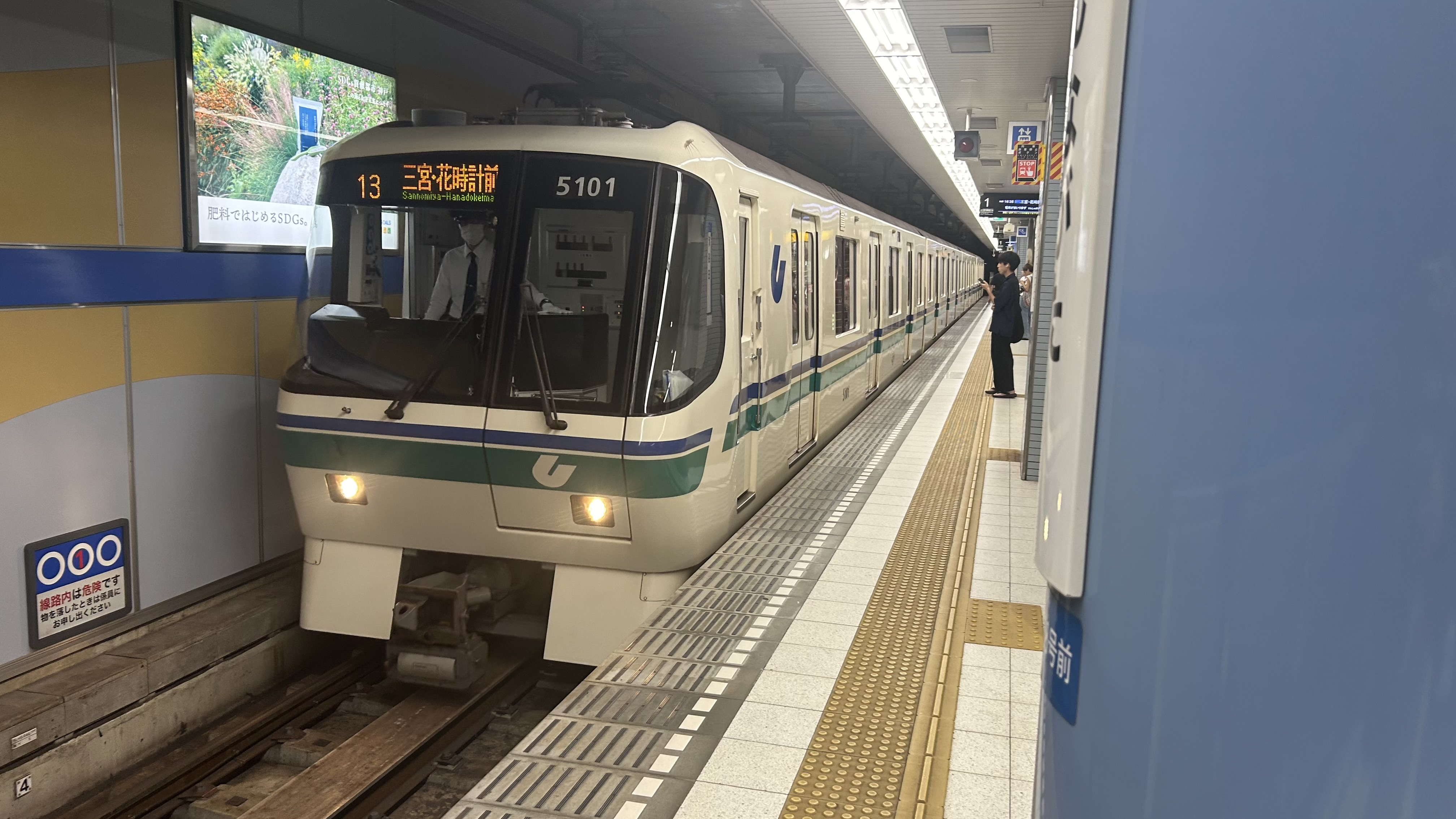
神戸市営地下鉄海岸線
  - -新長田駅

- 神戸市営地下鉄海岸線

### バス
神戸市バスが通っている。
| 系統番号 | 起点     | 町内の停留所 | 終点         |
| -------- | -------- | ------------ | ------------ |
| 5        | (環状)   | 新長田駅前   | (環状)       |
| 10       | (環状)   | 新長田駅前   | (環状)       |
| 11       | 神戸駅前 | 新長田駅前   | 松原通5      |
| 13       | (環状)   | 新長田駅前   | (環状)       |
| 17       | 二葉町   | 新長田駅前   | しあわせの村 |
| 44       | (環状)   | 新長田駅前   | (環状)       |
| 69       | (環状)   | 新長田駅前   | (環状)       |
| 80       | (環状)   | 新長田駅前   | (環状)       |
| 81       | (環状)   | 新長田駅前   | (環状)       |

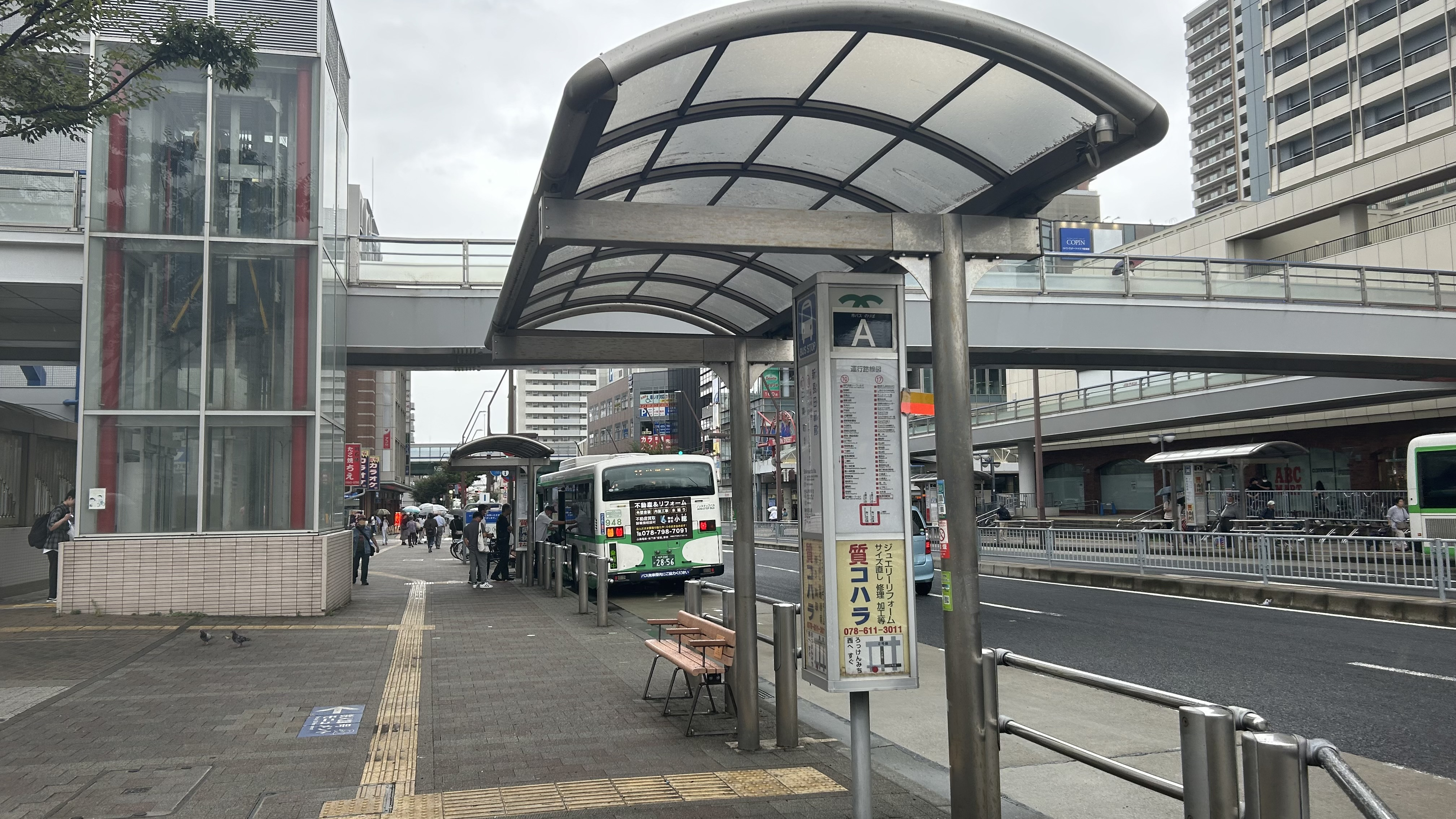
A乗り場
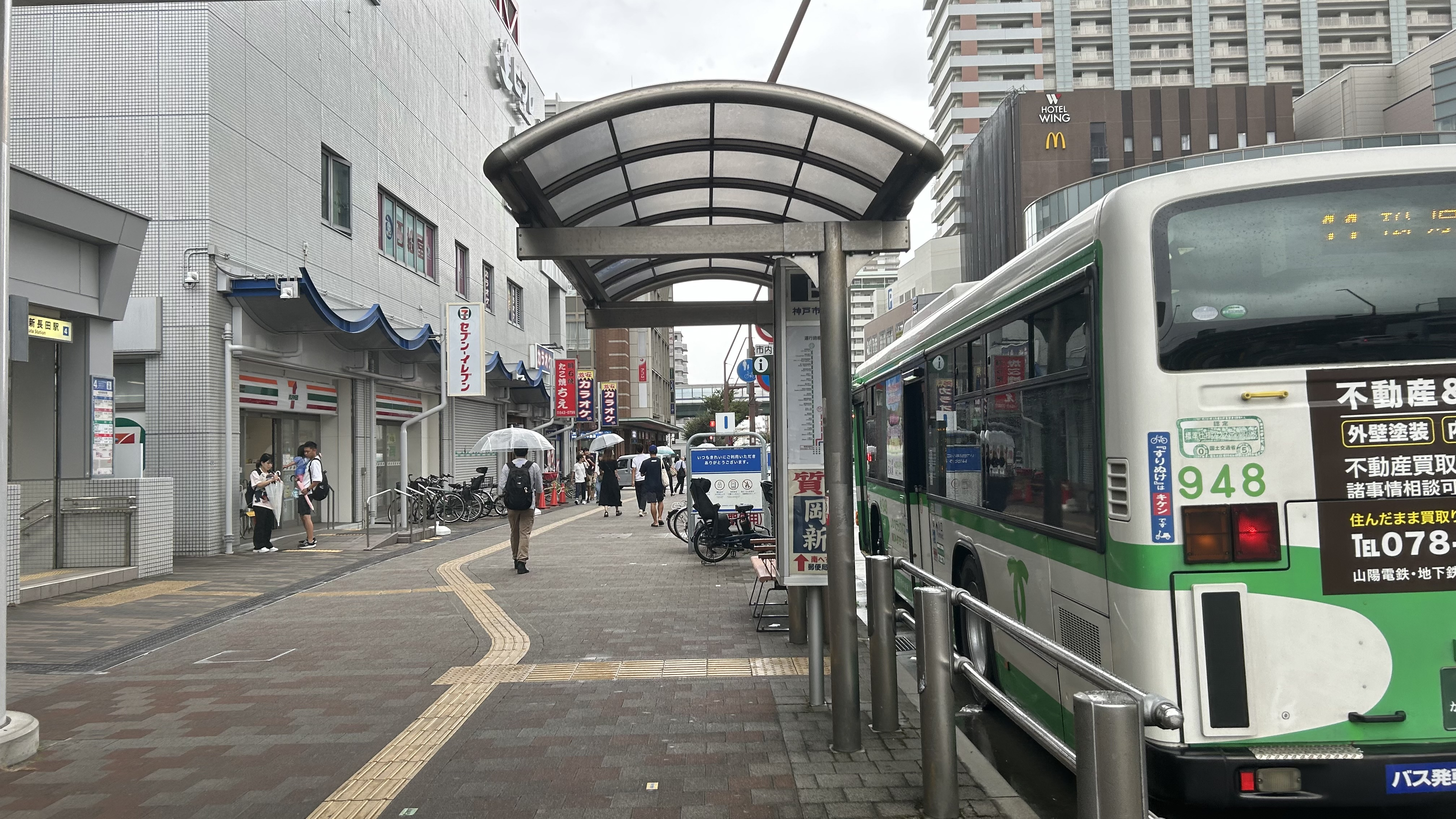
B乗り場
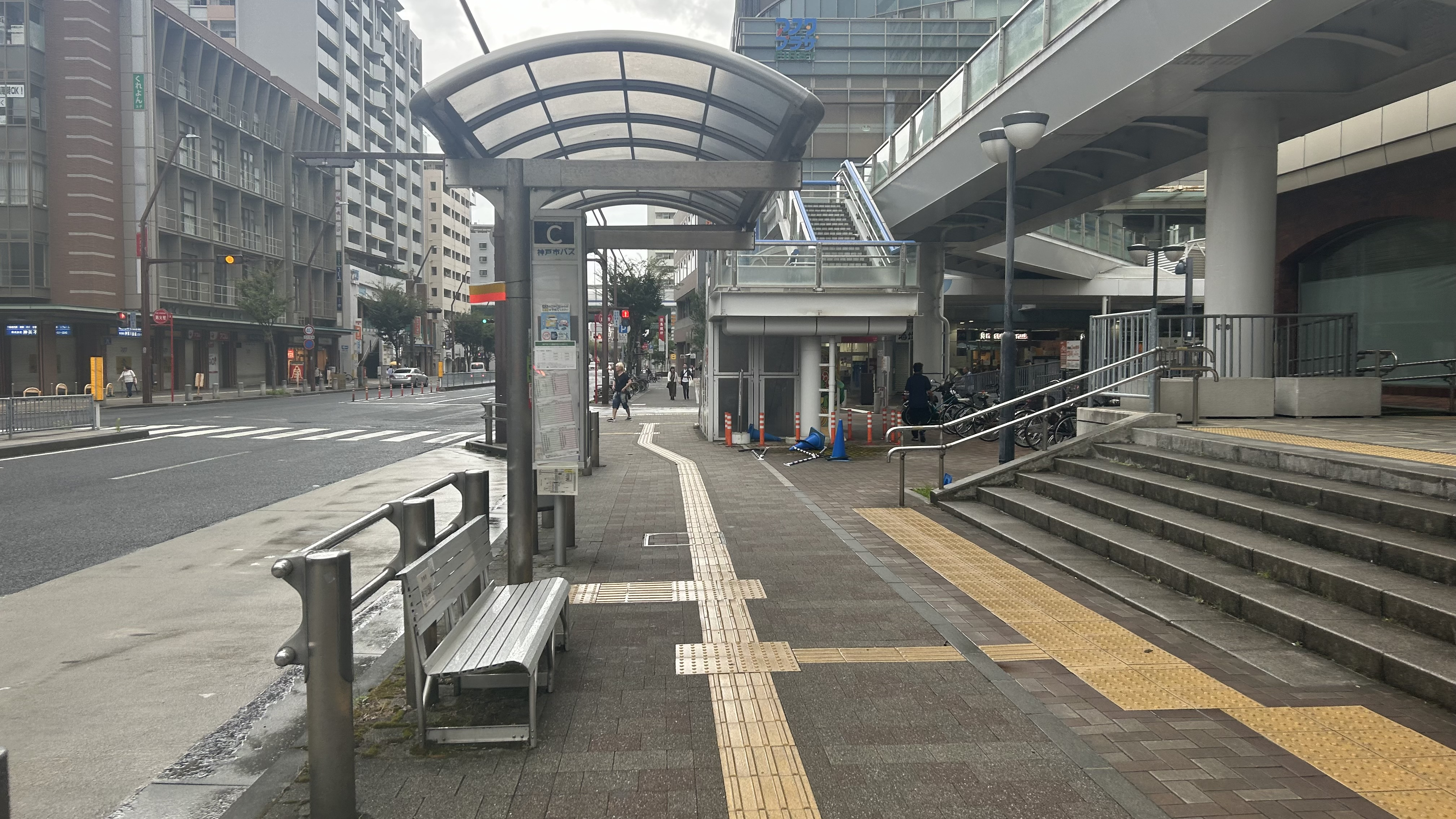
C乗り場
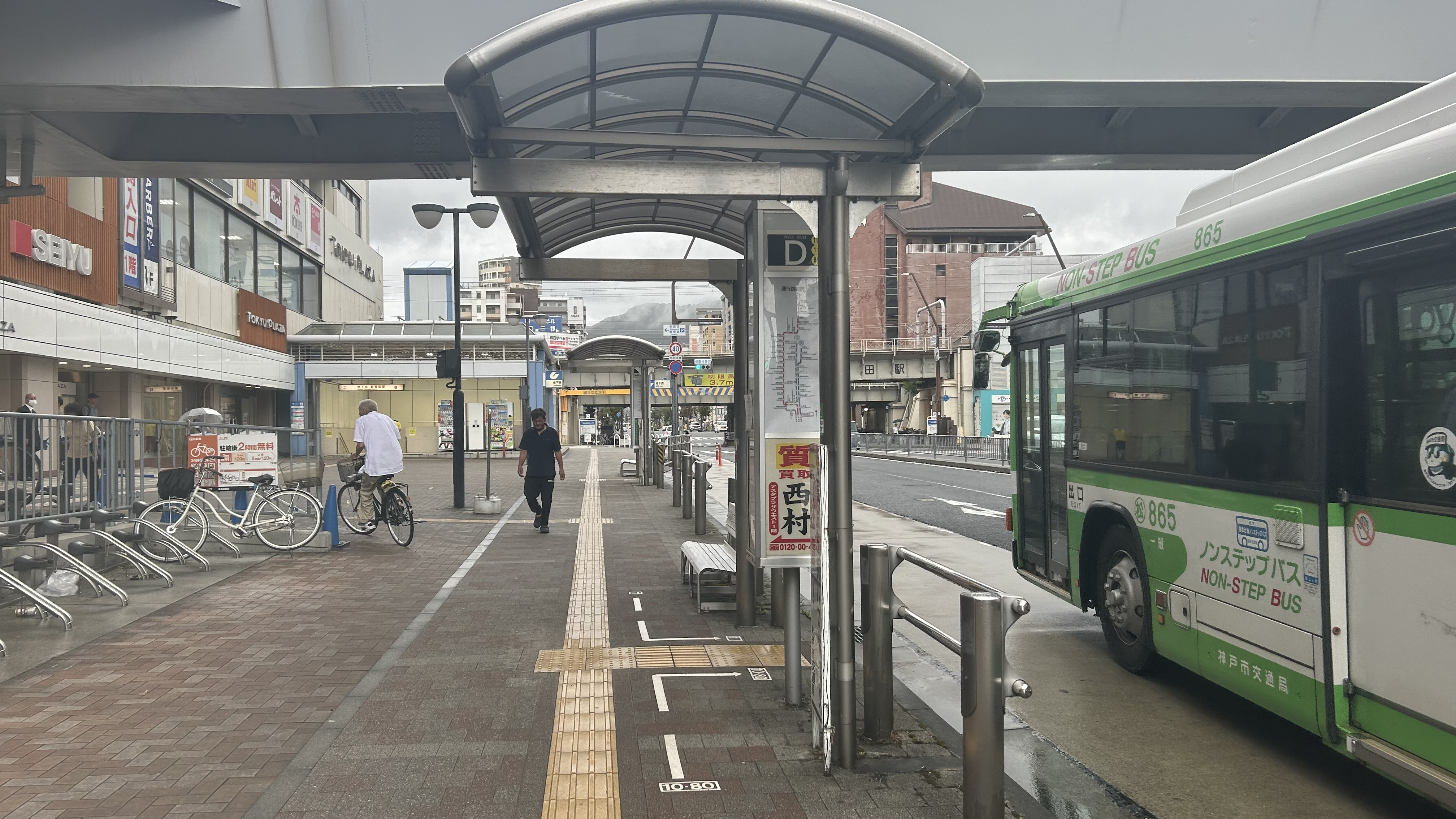
D乗り場
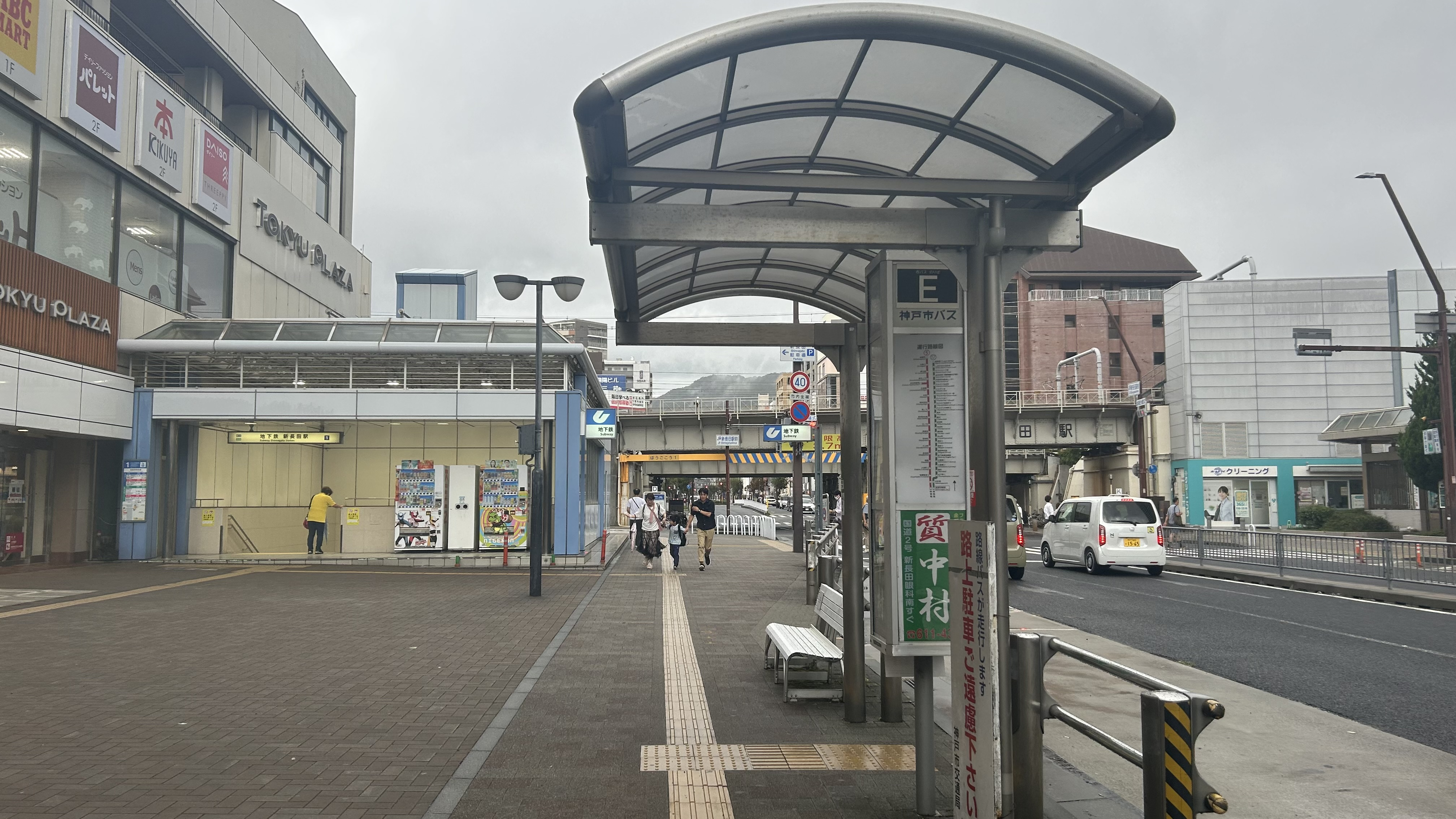
E乗り場

## 校区
出典
| 丁目 | 小学校       | 中学校       |
| ---- | ------------ | ------------ |
| 1    | 長田南小学校 | 長田中学校   |
| 2    | 長田南小学校 | 長田中学校   |
| 3    | 真陽小学校   | 長田中学校   |
| 4    | 真陽小学校   | 長田中学校   |
| 5    | 駒ケ林小学校 | 駒ケ林中学校 |
| 6    | 駒ケ林小学校 | 駒ケ林中学校 |
| 7    | 駒ケ林小学校 | 駒ケ林中学校 |
| 8    | 駒ケ林小学校 | 駒ケ林中学校 |
| 9    | 駒ケ林小学校 | 駒ケ林中学校 |
| 10   | 駒ケ林小学校 | 駒ケ林中学校 |
| 11   | 駒ケ林小学校 | 駒ケ林中学校 |

## 施設

### 3丁目
- ローソン ＪＲ新長田駅南店

### 4丁目
- JR 新長田駅前広場
- 新長田駅
- ピフレ新長田

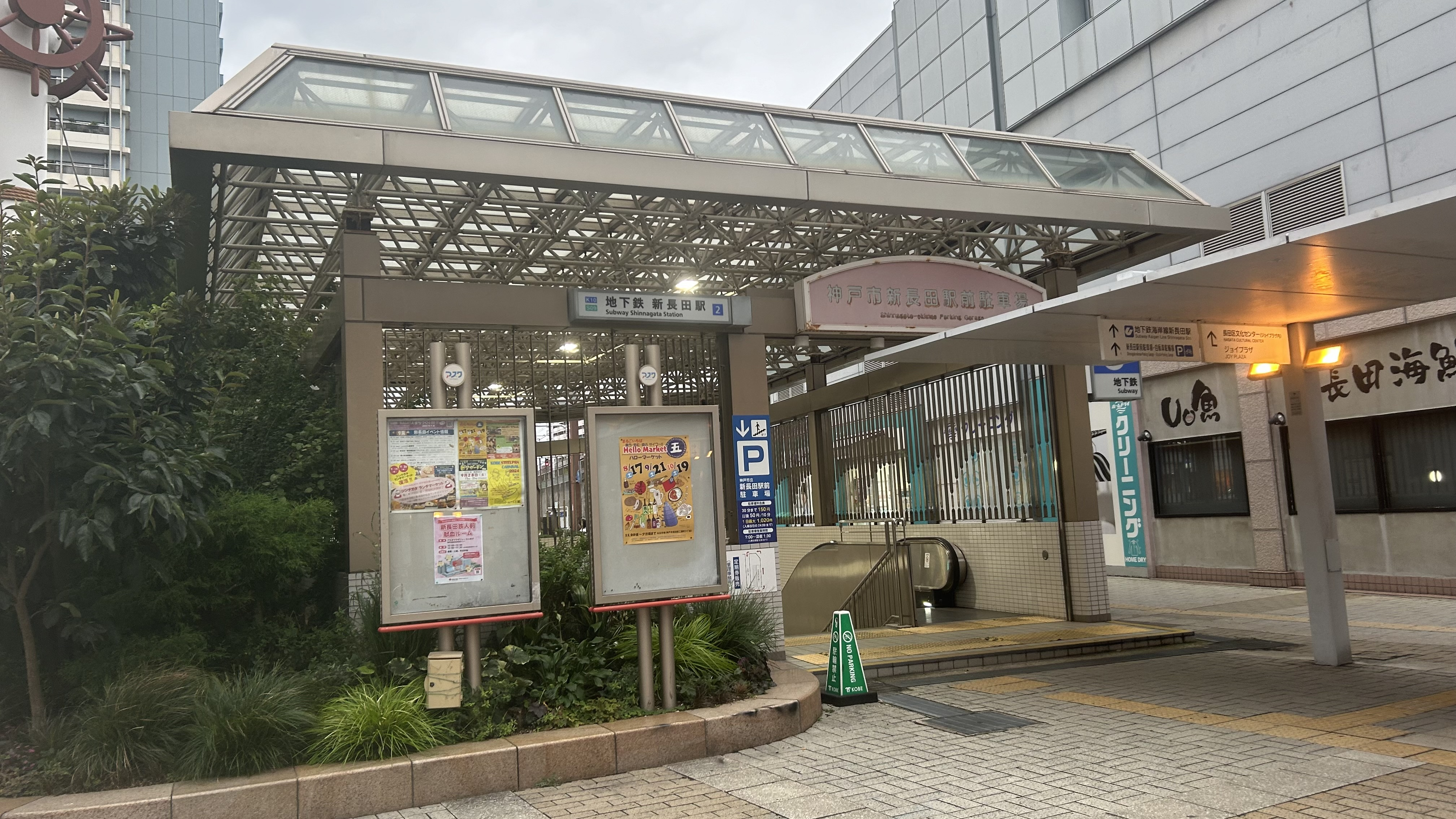
新長田駅2出口
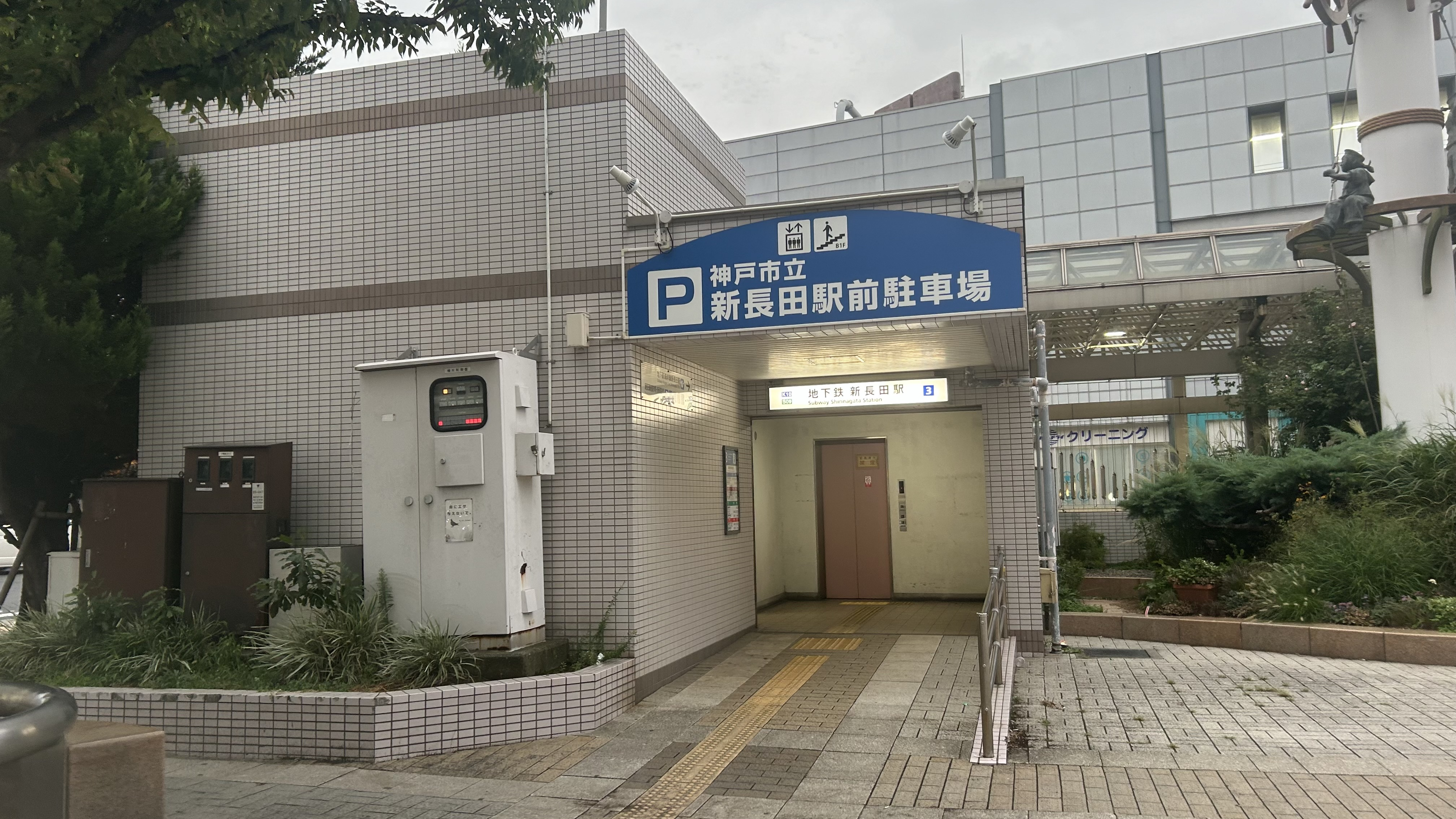
新長田駅3出口
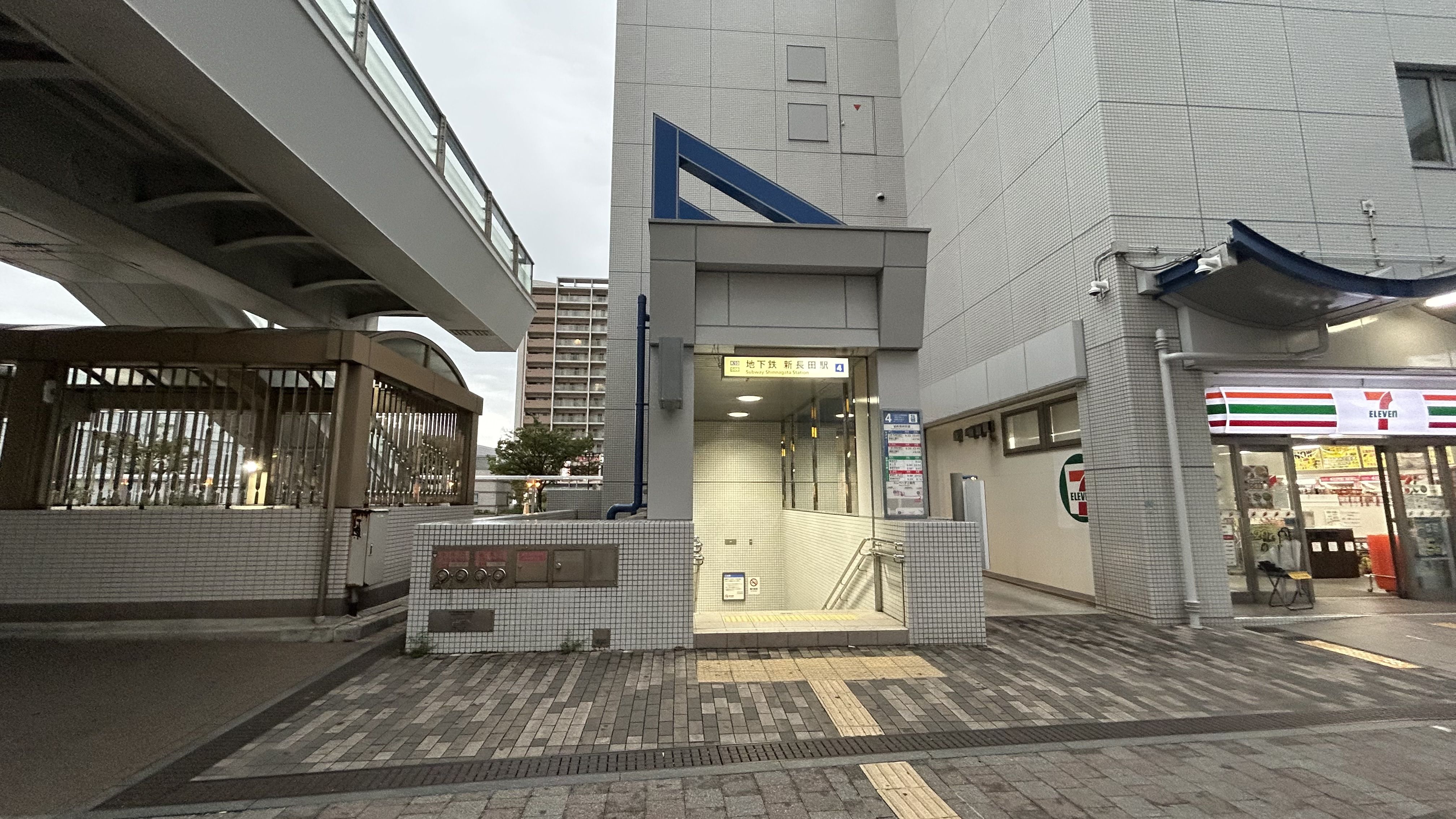
新長田駅4出口

### 5丁目
- 新長田駅
- 東急プラザ新長田

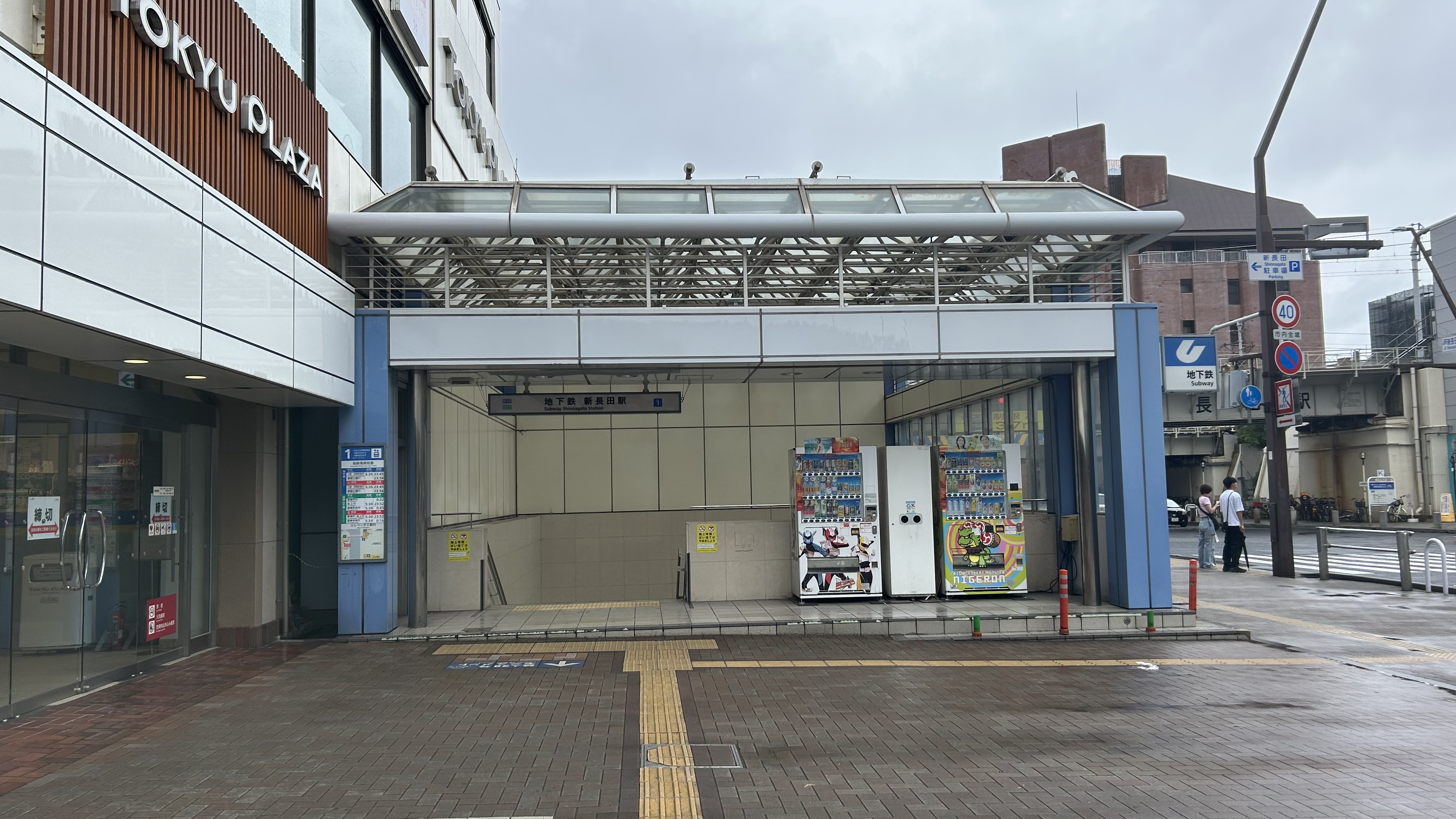
新長田駅1出口

### 6丁目
- 鉄人28号モニュメント

### 7丁目
- 神戸市立駒ケ林中学校

### 11丁目
- 若松鷹取公園